# Von Bülow
De grote familie Von Bülow behoort tot de oude adel van Mecklenburg en bracht verschillende staatslieden, militairen en kunstenaars voort. De familie is genoemd naar het dorp Bülow. De stamvader is Gottfried von Bülow, ridder (13e eeuw).

## Nederlandse adel

Familiewapen van Von Bülow

Drie leden van de familie gingen, de zonen met hun wettige afstammelingen in mannelijke lijn, in 1841 door inlijving behoren tot de adel van het koninkrijk der Nederlanden met het predicaat van jonkheer en jonkvrouw. Dit waren de kinderen van wijlen Karel Floris Willem von Bülow (1797-1832), wiens vader Joachim Ernst von Bülow (1752-1827) afkomstig was van Frauenmark in Mecklenburg. Hun namen waren: Joachim Ernst von Bülow (1827-1848, ongehuwd), Arie von Bülow (1829-1909; zijn tak is uitgestorven in 1997) en Grietje Judith von Bülow (1830-1887).

## Bekende leden
- Johann Albrecht von Bülow (1708-1776), Pruisisch generaal
- Friedrich Wilhelm Bülow von Dennewitz (1755-1816), Pruisisch militair
- Hans von Bülow (1830-1894), musicus, dirigent, componist (zoon van Karl Eduard)
- Karl von Bülow (1846-1921), militair
- Bernhard von Bülow (1849-1929), rijkskanselier (zoon van Bernhard Ernst)
- Vicco von Bülow alias Loriot (1923-2011), humorist en regisseur
- Andreas von Bülow (1937), Duits politicus